# Мирный (Красногвардейский район)
Мирный (адыг. Мамырныгъ) — посёлок в Красногвардейском муниципальном районе Республики Адыгея России. Входит в Белосельское сельское поселение.

## Географическое положение
Расположен на правом берегу реки Белой, в 6 км к западу от административного центра сельского поселения села Белого.

## Население
| 2002 | 2010 | 2013 | 2014 | 2015 | 2016 | 2017 |
| ---- | ---- | ---- | ---- | ---- | ---- | ---- |
| 27   | ↘13  | ↘11  | ↘9   | →9   | →9   | ↗10  |
| 2018 | 2019 | 2020 | 2021 | 2023 | 2024 |      |
| →10  | →10  | →10  | ↘6   | ↘5   | →5   |      |

По данным Всероссийской переписи населения 2021 года:
| Народ   | Численность, чел. | Доля от всего населения, % |
| ------- | ----------------- | -------------------------- |
| русские | 5                 | 83,33 %                    |
| адыги   | 1                 | 16,67 %                    |
| всего   | 6                 | 100,0 %                    |

## Улицы
- Лесная,
- Южная.